# .ag
.ag – krajowa domena internetowa najwyższego poziomu przypisana dla stron internetowych z Antigui i Barbudy, jest aktywna od 1991 roku i administrowana przez Uniwersytet Nauk Medycznych Antigui.

## Domeny drugiego poziomu
- .net.ag — Internet i sieci
- .com.ag — do zastosowań komercyjnych
- .edu.ag — placówki oświatowe (tylko podmioty mieszczące się w Antigui i Barbudzie)
- .org.ag — organizacje pozarządowe
- .gov.ag — jednostki rządowe (tylko podmioty mieszczące się w Antigui i Barbudzie).

W języku niemieckim skrót AG oznacza spółkę akcyjną (od niem. Aktiengesellschaft) i jest często pod tym względem wykorzystywana. Nadmienić należy, że w lipcu 2004 roku niemiecki sąd ustalił, że domeny .ag mogą rejestrować jedynie spółki akcyjne, ale i tak tylko takie domeny, jaka jest nazwa firmy. Powoduje to, że firma produkująca oprogramowanie (SAP AG) nie może zarejestrować domeny .software.ag.
Ag to również symbol srebra i często jest wykorzystywana przez firmy, które handlują lub wykorzystują srebro. Korzystają z niej również strony związane z agroturystyką. Ponieważ wiele słów w języku angielskim kończy się na -ag jest ona również wykorzystywana pod tym kątem.